# Larry Gaye: Renegade Male Flight Attendant
Larry Gaye: Renegade Male Flight Attendant (Brasil: Larry Gaye: O Comissário de Bordo Renegado ) é um filme de comédia estadunidense de 2015. É estrelado por Mark Feuerstein, Danny Pudi, Jayma Mays, Patrick Warburton e Rebecca Romijn, e foi dirigido por Sam Friedlander e escrito por Mike Sikowitz. O filme diz respeito a um comissário de bordo que descobre que a companhia aérea para a qual ele está trabalhando está tentando reduzir os custos tendo comissários de bordo humanos substituídos por robôs. Foi a estreia de Friedlander como diretor.
O filme recebeu um lançamento limitado em cinemas selecionados, e também foi tornado público em vídeo sob demanda em 5 de junho de 2015. Larry Gaye: Renegade Male Flight Attendant foi desenvolvido pela Night and Day Pictures e obtido pela Metro-Goldwyn-Mayer e Orion Pictures para distribuição.

## Elenco
- Mark Feuerstein como Larry Gaye[5]
- Danny Pudi como Nathan Vignes[6]
- Jayma Mays como April Farnekowski[7]
- Patrick Warburton como Captain Bryce[6]
- Rebecca Romijn como Sally[7]
- Stanley Tucci como Executivo editorial[5]
- Henry Winkler como Stanley Warner[5]
- Marcia Gay Harden como Presidente da FAFAFA[5]
- Molly Shannon como Emily McCoy[5]
- Taye Diggs como taxista[5]
- Ian Gomez como Capitão Felder[6]
- Griffin Gluck como Donnie[6]
- Bob Gunton como Instrutor da Escola de Voo[6]
- Jessica Lowndes como Suzanne[7]
- Leslie Coutterand como Isabella[6]
- Adam Shapiro como Bob Techtronics[6]
- Rosanna Arquette como Âncora de TV[6]
- Jason Alexander como pai de Larry[6]
- Richard Riehle como Bartender[6]
- Anthony Ruivivar como Administrador da Escola de Voo[6]
- Michael B. Silver como Charles Geddes[6]
- Guy Wilson como Rhodes Scholar[6]
- Tonya Kay como Helsinki[6]
- Christopher Fitzgerald como Curtis[8]
- John Yuan como Stuart Nevins[6]
- Jere Burns como Herb Thompkins[6]
- Eric Stoltz como Russ Peterson[6]

## Produção
O projeto foi anunciado pela primeira vez em novembro de 2012, com Mike Sikowitz escrevendo o roteiro. Mark Feuerstein e Stanley Tucci foram os primeiros a se juntar ao elenco. Em 8 de março de 2013, foi anunciado que Jessica Lowndes, Jayma Mays e Rebecca Romijn foram incluídas no elenco.
As filmagens começaram em 2013 em Los Angeles, Califórnia.

## Lançamento
O filme recebeu um lançamento limitado e foi disponibilizado em vídeo sob demanda em 5 de junho de 2015.